# Manoir de Pembulzo
Le manoir de Pembulzo est un édifice situé à Surzur en France.

## Localisation
Le manoir est situé sur le territoire de la commune de Surzur, au lieu-dit Pembulzo, dans le département du Morbihan en région Bretagne.

## Description
Le manoir actuel date des XVIIIe et XIXe siècles, édifice à un étage carré, comble à surcroît, élévation à travées, construit en granite . Toiture à longs pans recouverte d'ardoises, croupe.

## Historique
Manoir signalé en 1440, appartenant aux Pembulzo. Chapelle construite pour Nicolas de la Bédoyère et bénite le 4 novembre 1777. Le logis date de la deuxième moitié du XVIIIe siècle. Remanié aux alentours de 1900 après un incendie en 1894. Ferme à l'ouest date de la fin du XVIIIe siècle ou du début du XIXe siècle. Une deuxième ferme est datée de 1886. Le cadastre de 1844 fait apparaître un corps en retour, détruit.
Il est inscrit à l'inventaire général du patrimoine culturel.